# Fritz Fink (Pädagoge)
Fritz Fink (* 13. Oktober 1897 in Nersingen; † 16. Mai 1988 in Neumarkt in der Oberpfalz) war ein deutscher Lehrer, Stadtschulrat in Nürnberg und Autor im NSDAP-Organ Der Stürmer.

## Leben

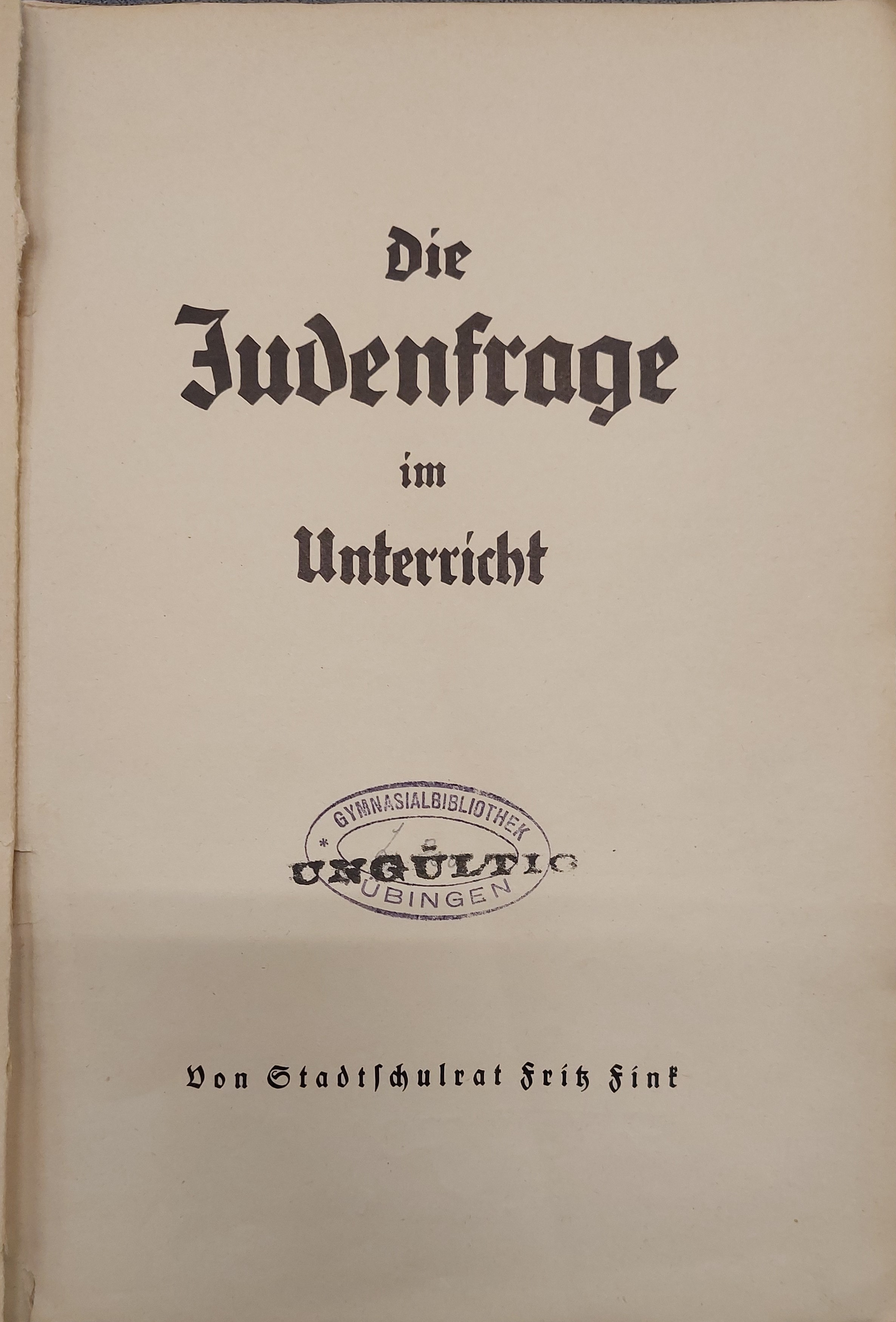
Die Judenfrage im Unterricht (1937)

1929 war Fink Volksschullehrer in Nürnberg. Zum 1. April 1930 trat Fink der NSDAP bei (Mitgliedsnummer 240.901), womit er ein sog. Alter Kämpfer war. Er war Gaukulturwart, 1933 NSDAP-Fraktionsvorsitzender im Nürnberger Stadtrat, 1934 NSLB-Kreisleiter, Einrichtung der „Schulungsburg“ Henfenfeld, Berufsschuldirektor in Nürnberg und Stadtschulrat, ab 1935 städtischer Schulreferent, 1936 Bezirksschulrat für sämtliche Volksschulen Nürnbergs. Ab 1937 begann er sich im nationalsozialistischen Sinne publizistisch zu betätigen. So veröffentlichte er Die Judenfrage im Unterricht, mit einer Einleitung von Julius Streicher. Fink wurde so „pädagogischer Brandstifter“. Im Jahre 1939 gehörte er zum politischen Stab des bayerischen Kultusministeriums, was eher eine Nebenbeschäftigung für ihn war, 1940 Gauschulungsleiter des Gauschulungsamts Franken und Beauftragter des Reichsleiters Alfred Rosenberg für die gesamte geistige und weltanschauliche Erziehung und Ausrüstung der Partei, 1944 Kreisleiter der NSDAP Neustadt/Aisch. Er hatte auch einen Rang bei der SA. Er war Sturmbannführer und zuletzt SA-Standartenführer. 1945 wurde Fink interniert. Er schied aus allen Ämtern aus, wurde zunächst als Belasteter, später als Mitläufer eingestuft.
Sein  Biograf Wolf-Martin Hergert attestierte Fink eine mustergültige NSDAP-Karriere. Er wurde im Nürnberger Stadtrat bei Ränkespielen als Mann aus dem Lager von Gauleiter Julius Streicher angesehen. In der Tat schrieb er für Streichers Hetzblatt Der Stürmer fleißig Artikel mit Titeln wie Der Judenknecht. Woran man ihn kennt oder Der Rassenmord und trug somit wesentlich zur Hetze gegen die Juden und zur Vergiftung der öffentlichen Meinung bei. Als Schreibtischtäter ist er weitgehend in Vergessenheit geraten.

## Schriften
- Die Judenfrage im Unterricht. Nürnberg: Der Stürmer, Abteilung Buchverlag, 1937